# Horti

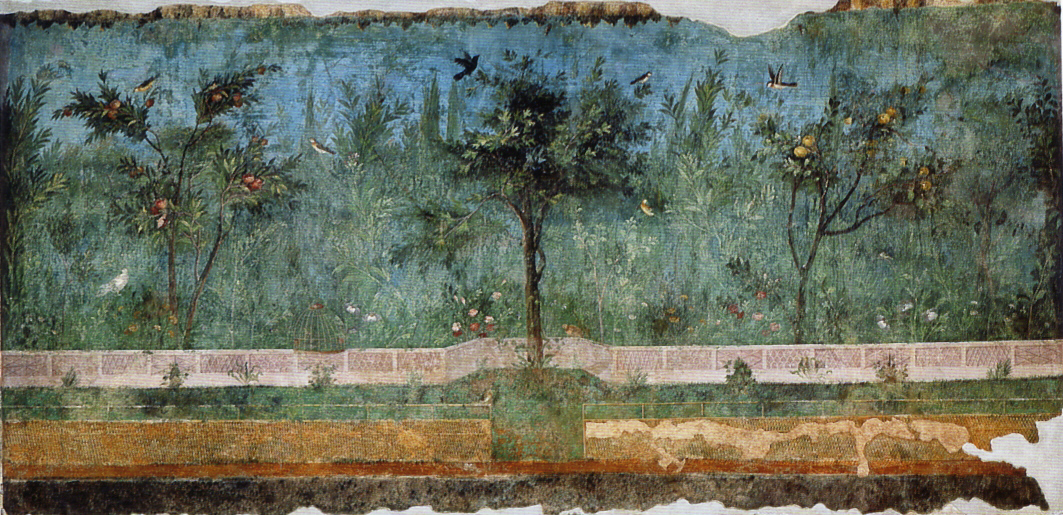
Pittura di giardino dalla villa di Livia

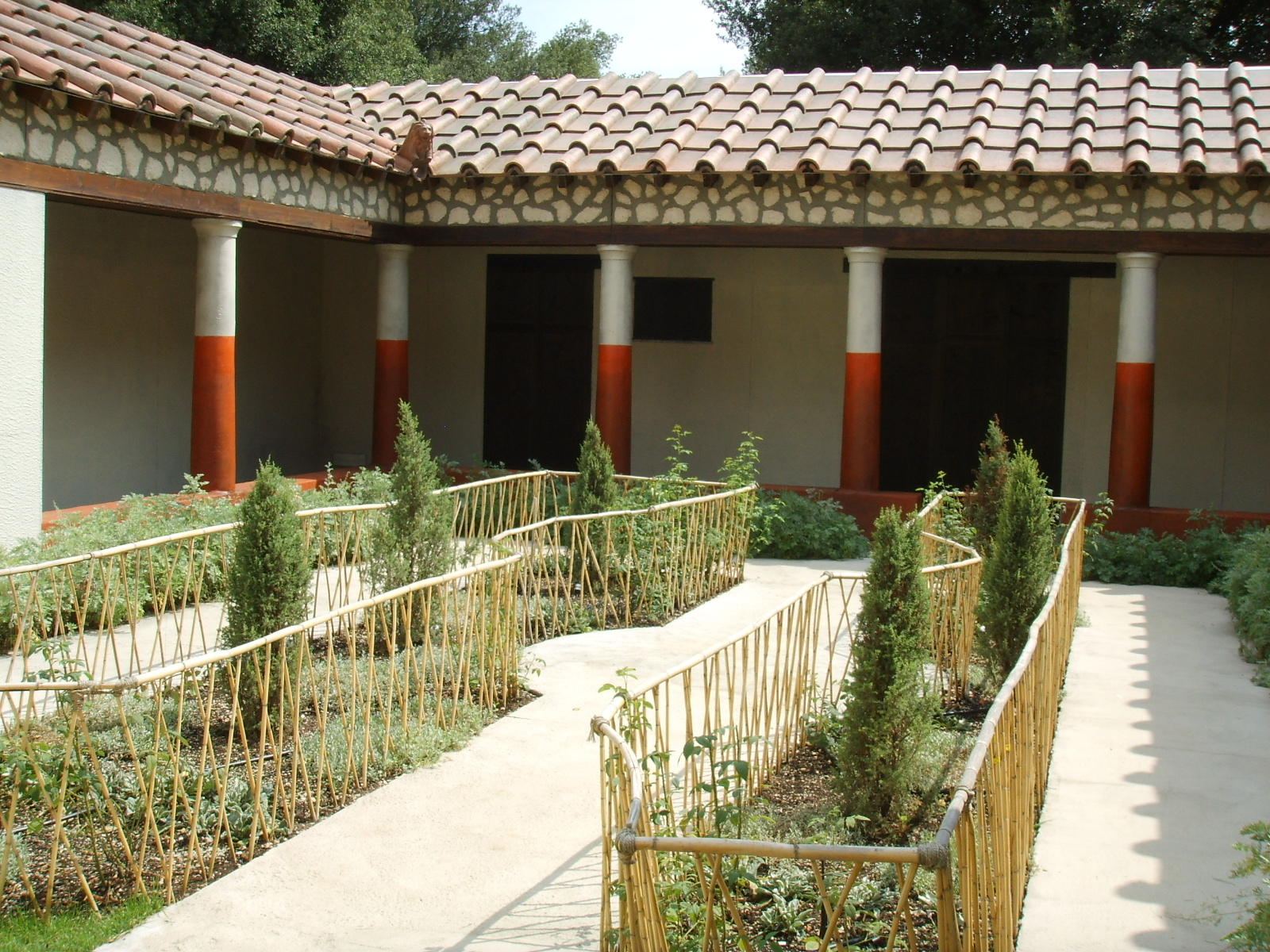
Ricostruzione del giardino della "Casa dei pittori al lavoro" di Pompei.

Con il termine latino hortus (pl. horti) gli antichi Romani indicavano di solito il piccolo appezzamento di terreno dove venivano coltivati gli ortaggi destinati a soddisfare le necessità alimentari della famiglia. Hortus poteva essere anche quello che noi oggi chiamiamo podere con un più o meno esteso impianto di vigne e/o di frutteti a destinazione commerciale.

## La nascita dei giardini

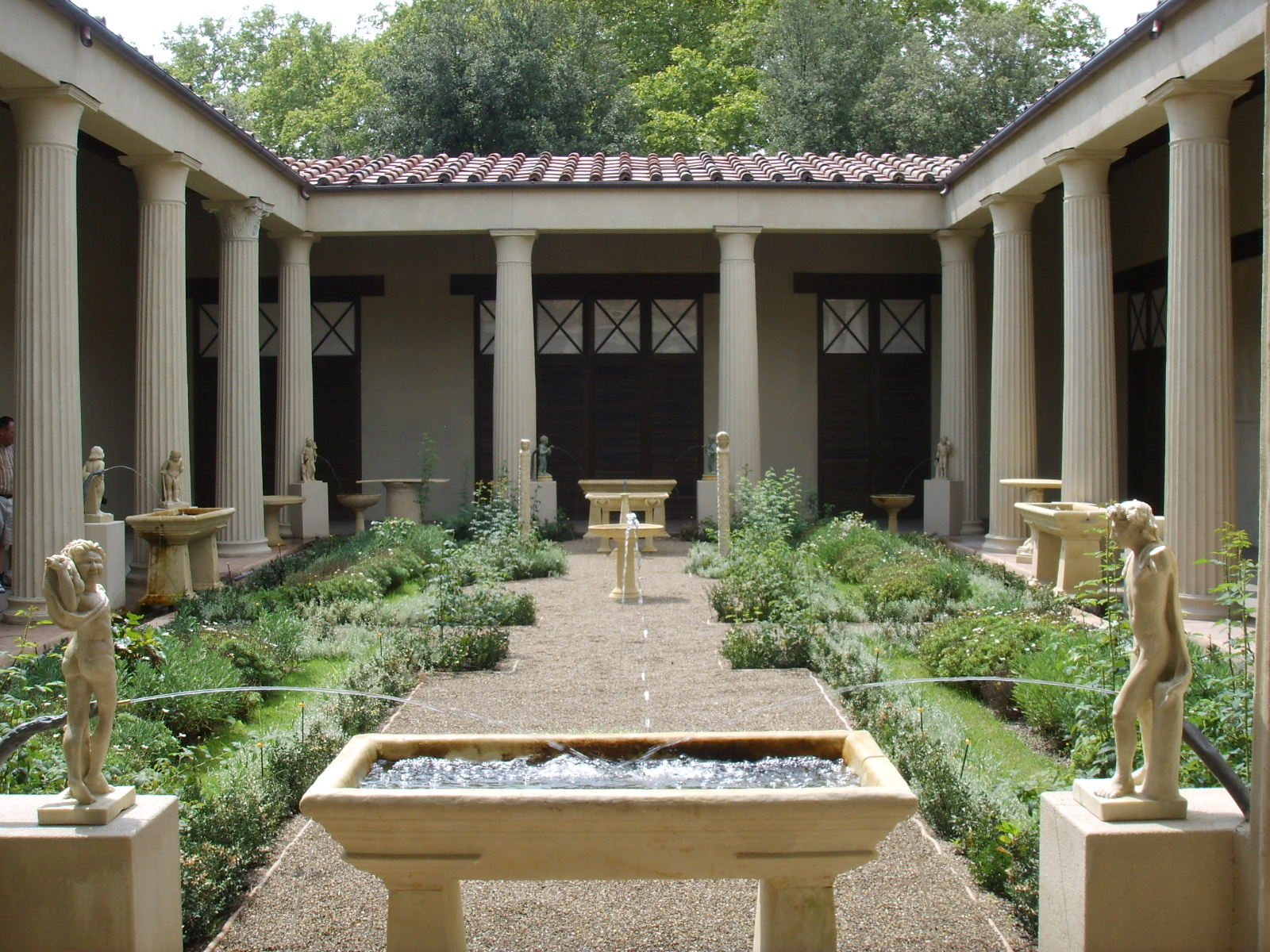
Ricostruzione del giardino della Casa dei Vettii di Pompei.

Solo nell'età di Marco Terenzio Varrone (116 a.C.–27 a.C.) lo scopo esclusivamente pratico dell'hortus venne superato riservando una parte del terreno alla coltivazione di fiori per il culto degli dei e per onorare le tombe degli antenati  
Nell'età di Lucio Cornelio Silla (138 a.C.-78 a.C.) cominciarono a differenziarsi per le accresciute condizioni economiche le ville rustiche posizionate nel suburbio o nelle campagne (chiamate Hortus o villa) dalle dimore signorili della città (Horti) che raggruppavano un insieme di edifici e di giardini 
La ricostruzione odierna degli antichi giardini romani è stata resa possibile dai resti delle radici delle piante e soprattutto dalle pitture dei giardini con le quali i Romani raffiguravano la visione di giardini nelle case. Da queste decorazioni parietali si può osservare come lo schema del giardino di solito avesse al centro una piazzola con una fontana da dove si diramavano dei viali in linea retta con ai lati filari di rosmarino e mirto potati ad un'altezza tale da lasciare libero lo sguardo sulla campagna circostante: agli incroci dei viali venivano collocate erme o statue in marmo e sedili con intorno grandi vasi di piante odorose.
L'uso di adornare la villa con giardini divenne più frequente verso la fine della Repubblica ad opera soprattutto di personaggi ricchi ed influenti come Lucullo , con la sua sontuosa villa sul Pincio, la prima ad apparire in Roma, e Sallustio con i suoi giardini vicini al Quirinale.

## L'ars topiaria
L'hortus divenne così il giardino che contornava la villa del signore per abbellirlo e arricchirlo con siepi, boschetti, statue, fontane ecc. seguendo le preferenze del proprietario ma anche secondo uno stile e una moda che si andarono affermando nel tempo. I giardinieri romani infatti nei loro progetti di giardini privati o pubblici non si limitavano a curare la crescita delle piante ma cercavano di trasformare il loro aspetto naturale potandole e dando loro la forma di particolari o strani oggetti e animali.
Plinio il Vecchio ci ha lasciato nei suoi libri  la memoria dell'inventore di questo uso estetico delle piante che venne considerato una vera e propria arte chiamata opus topiarium o ars topiaria praticata per primo da Gaius Matius dell'ordine equestre, vissuto verso la fine del I secolo a. C..

## Le caratteristiche dei giardini romani

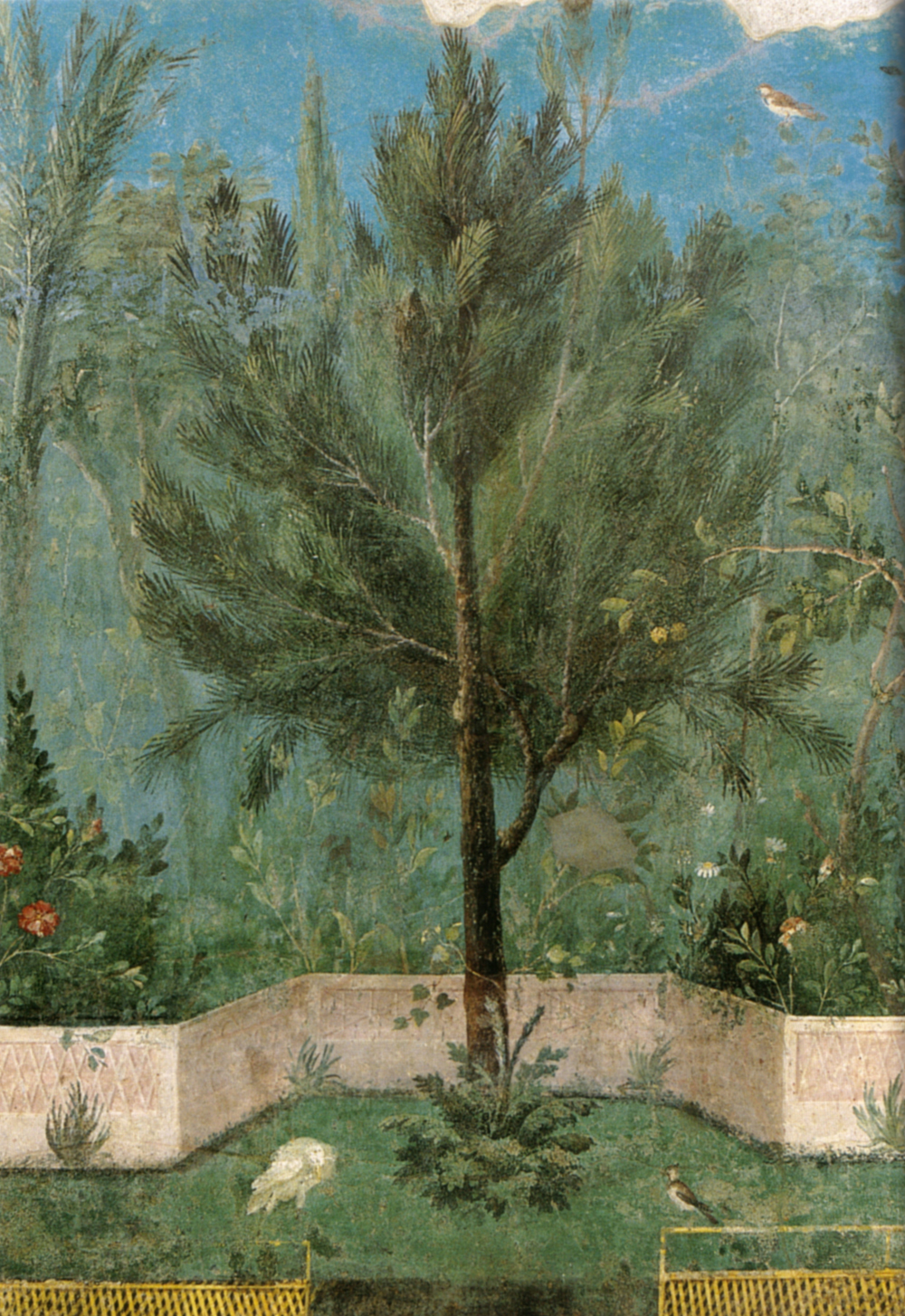
Affreschi del ninfeo sotterraneo della villa di Livia

La forma più diffusa del giardino romano era quella dello xystus (dal greco ξυστός, che significa "passaggio coperto") collocato di solito nel peristilio, nelle terme della palestra o nei teatri e che consisteva  una serie di viali (ambulationes) che si sviluppavano in uno spazio limitato fornito di una copertura di portici o di rami d'alberi cresciuti a formare una galleria ombrosa, dove si potesse tranquillamente passeggiare.
Nell'età imperiale la passione per i giardini e le ville si diffuse tra le classi più elevate che nella loro ville insieme al giardino costruivano una serie di edifici destinati per lo più a godere del giardino stesso: portici, criptoportici, esedre, fontane, piccoli templi ed anche hippodromi che dall'iniziale uso di esercitazioni per i cavalli assunsero quello di giardini costruiti in muratura o con piante come quelli che Plinio il Giovane aveva nella sua villa in Umbria.
Le ville romane erano ricche di acqua che scorrendo da serbatoi posti in alto con una serie di canali rifornivano le case e le terme e irrigavano i giardini.
Le piante utilizzate dai Romani per i loro giardini non erano diverse da quelle da noi usate ancor oggi: vi erano infatti gli arbores silvestres, che erano quelli a crescita spontanea nei boschi, come l'abete, il faggio, il castagno, il pino silvestre, il leccio, il pioppo, la quercia, il rovere, e gli arbores urbanae il platano, l'olmo, il pino fruttifero, la palma, l'olivo, il tiglio e il cipresso che venivano definiti mites perché si adattavano alla condizione urbana, e che quindi  potevano essere piantati anche in città per godere dei loro frutti o della loro ombra. Si usava anche piantare sullo stesso terreno alberi cresciuti in climi diversi per provare la possibilità di un loro accostamento e per creare composizioni originali.
Gli alberi da frutto venivano piantati in una parte del terreno della villa a loro riservata chiamata pomerium di solito posta accanto al vigneto e all'uliveto. Poche le specie dei fiori coltivate: soprattutto rose per onorare gli dei e le viole per i culti funebri del dies violae, il giorno di ogni anno dedicato alle onoranze dei defunti.